# Освітні товариства в Україні
Освітні товариства в Україні — громадські організації, які в 2-й половині 19 — на початку 20 ст. проводили культурно-освітню роботу серед населення. Почали виникати наприкінці 1860-х рр. з ініціативи інтелігенції, що перебувала під впливом громадського руху за народну освіту, який активно розгорнувся в Європі в 2-й пол. 19 ст. і спричинив розвиток нового суспільного й педагогічного явища — т. зв. позашкільної освіти. Значний вплив на процес формування й подальшої діяльності О.т. в У. справили недільні школи 1859–62 рр. та «Громади».
Як громадські організації стали своєрідною антитезою урядової регламентації суспільного життя, зокрема на освітянських теренах. На початку своєї діяльності О. т. в У. осн. увагу приділяли підтримці початкових народних шкіл. З кінця 19 — на поч. 20 ст. їхня увага зосередилася на позашкільній освіті.
Найбільш відомі на території України, що входила до складу Російської імперії, Харківське товариство грамотності (1869), Київське товариство грамотності (1882), Київське товариство сприяння початковій освіті (1882), Слов'янське товариство в Одесі (1870). У 2-й пол. 1890-х рр. виникли Катеринославське товариство поширення народної освіти, Полтавське товариство сприяння народній освіті, Київське товариство поширення в народі початкової, середньої і вищої освіти; на поч. 20 ст. розпочало діяльність Волинське товариство грамотності тощо. В українських землях, які перебували у складі Австро-Угорської монархії, помітну роль відігравали Галицько-руська матиця (1848) у Львові, «Руська бесіда» (1869) в Чернівцях, «Общество имени М.Качковского» (1874) в Коломиї, «Литературное общество св. Василия Великого» (1865) на Закарпатті та ін. Активно діяли на культурно-освітній ниві «Просвіти», які на поч. 20 ст. почали виникати і в українських губерніях Російської імперії.
Освітні товариства були легітимними організаціями, які діяли згідно зі статутами, дозволеними верховною владою. Утримувалися коштом членських внесків, доброчинних публічних промоакцій (народні гуляння, виставки, публічні лекції, спектаклі), а також, великою мірою, за підтримки окремих меценатів. Певні суми щорічно надавалися органами місцевого самоврядування. Освітні товариства виникали в губернських центрах і поширювали свою діяльність на всю територію регіону шляхом утворення повітових відділень, які згодом перетворювалися на окремі товариства.
Діяльність освітніх товариств здійснювалася у двох напрямах — підтримка й заснування початкових шкіл та позашкільна освіта. Відповідно до цього основними формами діяльності освіт. товариств у сфері початкової освіти була організація з'їздів учителів; у царині позашкільної освіти — відкриття народних бібліотек, видання книг для народу, читання лекцій, організація аматорських театрів і театралізованих вистав. Серед методів діяльності освіт. товариств головним було створення відповідних тематичних комісій і комітетів. Так, приміром, Харківське товариство грамотності складалося зі шкільного пед. комітету, довідково-пед. комітету, санітарного комітету, комітету сільських бібліотек, комісії «розумних розваг» (пізніше — позашкільної комісії).
Поступово культурницький характер діяльності освітніх товариств набув певних ідеологічних ознак — вони почали зазнавати українофільського впливу, а їхні акції використовувалися різними політичними організаціями (у тому числі — українськими національними партіями) для поширення національно-патріотичних ідей. На західноукраїнських землях, на відміну від решти території України, освітні товариства із самого початку свого існування знаходилися під впливом політичних партій — спочатку москвофільського, а згодом — народовського (українофільського) спрямування.
У зв'язку з політизацією культурно-освітнього руху в останній чв. 19 — на поч. 20 ст. рос. імперський уряд почав вживати заходів для підпорядкування позашкільної освіти, намагаючись, з одного боку, скерувати діяльність освіт. товариств, а з другого — протиставляти їм відповідні держ. акції, залучивши до просвітницької діяльності місц. адміністрацію й парафіяльних священників. Втручання уряду в сферу позашкільної освіти спричинило активізацію діяльності освіт. товариств у 1890-ті рр., яка вилилась у створення в губернських центрах Народних будинків, що зосередили гуртки, бібліотеки тощо.
Освітні товариства досягли значних успіхів у культурно-просвітницькій діяльності. Їхня робота поступово еволюціонувала від розрізнених лекцій — до лекційних наукових циклів, а потім — до мандрівного Народного університету; від видання дешевих книжок — до багатотомної фундаментальної «Народної енциклопедії науко-вих і прикладних знань»; від простих нар. читань — до грандіозних театралізованих вистав.
Активну участь у діяльності освіт. товариств брали відомі науковці, педагоги, митці, сусп. й політ. діячі — М.Костомаров, Макс. Ковалевський, І.Тургенєв, І.Срезневський, М.Бекетов, О.Потебня, В. Я. Данилевський, Леся Українка, Б.Грінченко, М.Василенко, П.Житецький, М. В. Лисенко, Є.Чикаленко та ін. Культурно-просвітницька діяльність освіт. товариств справила значний вплив на розвиток освіти, науки, видавничої й бібліотечної справи, театру в Україні в 2-й пол. 19 — на поч. 20 ст., а також на формування національної свідомості.